# Mellissa Dunn
Mellissa Dunn (Melbourne, 21 de mayo de 1976), es una jugadora de baloncesto en silla de ruedas australiana. Formó parte del equipo nacional femenino de baloncesto en silla de ruedas de Australia que ganó la medalla de plata en los Juegos Paralímpicos de Sídney 2000. Dunn es abogada y madre propietaria de un bufete de abogados.

## Biografía
Dunn nació el 21 de mayo de 1976 en Melbourne. En 1994, era pasajera en la parte trasera de un coche que se vio envuelto en una colisión de tráfico, rompiéndose la espalda y el cuello, así como otras lesiones internas. Su estado era tan grave que no se esperaba que sobreviviera más de 24 horas, pero los médicos decidieron llevarla en avión a Adelaida con la esperanza de que pudiera ser ayudada. Estuvo en el hospital por más de seis meses e inicialmente, aparte de algún movimiento en los dedos de los pies, quedó paralizada e incapaz de caminar.
Durante su recuperación en Adelaida se le introdujo en el baloncesto, que le gustaba. Ganó sensibilidad en las piernas y pudo aprender a caminar, sentarse y pararse. Cuando regresó a Darwin comenzó una doble licenciatura en arte y derecho.  También se dedicó al baloncesto de forma competitiva, donde formó parte del equipo estatal del Territorio del Norte, con Nadya Romeo. Fue seleccionada para el equipo femenino de baloncesto en silla de ruedas de Australia, y se unió a ellos en los Juegos Paralímpicos de Sídney 2000. El equipo incluía a su anterior compañera de equipo Nadya Romeo y Melanie Hall, quedaron en segundo lugar y obtuvieron medallas de plata.
Después de los Juegos Paralímpicos, Dunn se graduó como abogado en 2001. Ese mismo año dio a luz con éxito a un hijo, lo que fue un acontecimiento difícil dadas sus anteriores lesiones. En 2002 fue contratada por Priestleys Lawyers, una empresa que se dedica a las lesiones personales, la salud en el trabajo y el derecho penal. En los años siguientes, equilibró las necesidades de su carrera y de su hijo, y en 2005 pudo comprar el bufete de abogados en el que trabajaba. Dunn dijo que ve los desafíos como «trampolines» para el éxito. En marzo de 2014, Dunn seguía siendo la directora de la empresa que compró.